# Filozofické poradenství
Stále oblíbenější aplikací filozofie je poradenství. Běžně se má za to, že takzvané filosofické poradenství vzniklo v roce 1981, když Dr. Gerd Achenbach otevřel svoji praxi poblíž Kolína nad Rýnem v Německu a v roce 1987 zveřejnil svůj manifest „Philosophische Praxis.“ Dnes existují filozofičtí poradci, profesní sdružení a certifikované programy v Rakouska (1985, Guenther Witzany, Salcburk), Holandsku, Kanadě, Norsku, Rakousku, Francii, Švýcarsku, Izraeli, Velké Británii, Spojených státech amerických a dalších zemích. Filosofické poradenství existuje také v České republice, například v Praze pod názvem moudroplavba/sophonautik.

## Filozofové ve prospěch filozofického poradenství
Myšlenka, že by filozofie mohla sloužit odlehčení stresu, pomoci jedincům k lepšímu porozumění světu a sebe samých a zlepšit jejich život, se objevila již ve starověkém Řecku a Římě.
Před více než dvěma tisíci lety popsal Epikuros filozofii jako „léčbu duše.“ Podle Epikura jsou filozofické argumenty prázdné, pokud nemírní lidské utrpení. Tuto představu dnes nemůžeme potvrdit. Také stoici se domnívali, že filozofie není pouze učení se nazpaměť abstraktním teoriím, ale spíš také učení se umění žít. K tomu lze dodat, že stejně jako v matematice tak i ve filozofii lze jen těžko nalézt někoho, kdo je schopný namemorovat se abstraktní myšlenky, aniž by je pochopil, což není pravda například o biologii nebo zeměpisu; a pokud, pak za neúměrně vysokých nákladů. Sókratés nepoužíval filozofii k učení pojmů; podněcoval spíš své partnery v rozpravě, aby přezkoumali svoje myšlení a přístupy k téměř jakémukoliv tématu.
Descartes a Spinoza viděli filozofii jako „praktikování moudrosti.“ Nietzsche si stěžoval, že filozofie poklesla v nudný, akademický podnik. Čekal na „filozofického lékaře,“ který se odváží tvrdit, že „vše, o co zatím ve filozofii šlo, nebyla pravda, ale spíš něco jiného; řekněme zdraví, budoucnost, růst, moc život.“
Jeden z nejvlivnějších filozofů dvacátého století Ludwig Wittgenstein se řečnicky zeptal: „K čemu je dobrá filozofie, pokud jediné, co vám umožní, je hovořit přijatelně o těžko pochopitelných až nesmyslných otázkách v logice apod., a pokud nezlepší vaše myšlení o důležitých otázkách každodenního života?“ Velmi ceněný americký filozof John Dewey na počátku dvacátého století napsal, že filozofie ukáže, zač doopravdy stojí, „pouze pokud přestane být způsobem, jak řešit problémy filozofů, a začne být způsobem, kultivovaným filozofy, jak řešit problémy lidí.“ Filozofičtí poradci dobrovolně přijali výzvu, kterou představuje vynést filozofii z poslucháren a představit ji skutečnému světu.

## Jak probíhá a k čemu slouží filozofické poradenství
Zjednodušeně řečeno probíhá filozofické poradenství tak, že vycvičený filozofický poradce sedí s jedincem a probírá jeho problémy. Filozofičtí poradci vědí, že většina lidí je schopná vyřešit většinu problémů buď sami nebo s pomocí druhých. Pouze když problémy začnou být příliš složité může být pomoc filozofického poradce lepší než pomoc běžného přítele či příbuzného; to může nastat při střetu hodnot, když skutečnosti mluví proti sobě, když má uvažování o problému tendenci skončit vždy v kruhu nebo život se najednou zdá nečekaně nesmyslný.
Filozofický poradce často řeší problémy s jedinci nespokojenými s předchozími jimi vyzkoušenými podobami poradenství. Pracuje s jedinci, jejichž myšlení je v základě v pořádku, ale je zmatené nebo zablokované. Filozofický poradce vychází z předpokladu, že většina jedinců žije podle kriticky nezkoumaných spíš než nevědomých předpokladů a hodnot, které mohou záporně ovlivnit myšlení a chování. Poradce chápe dětské zážitky jako ovlivňující, ale nikoliv nevyhnutelně určující myšlení osoby. Pomocí řady dialogů pomáhá poradce klientovi uvědomit si skryté předsudky, nevyslovené předpoklady a střetávající se hodnoty. Tyto předsudky mohou bránit tázání v některých směrech, které by mohlo problémy zmírnit nebo vyřešit. Tam kde například psychoterapeut může zkoumat klientovo nevědomí, aby odhalil příčinu klientových obtíží při důležitém profesním rozhodnutí, filozofický poradce pomůže klientovi provést koncepční zkoumání témat souvisejících s daným rozhodnutím.
Lze namítnout, že tento druh intelektuálního zkoumání zanedbává emoce a pocity, neboli psychology též intelektuálně nazývanou afektivní oblast. Pocity však nejsou pouze iracionální události, nezávislé na předtím proběhlých slovních myšlenkách. Záporný pocit o sobě nebo vnímání světa a svého místa v něm mohou být změněny následkem kritického zkoumání.
Cíl filozofického poradce není přitom pouze vyřešit klientův problém a poslat ho domů. Poradce může nabídnout naučit klienta účinnější způsoby myšlení tak, že pokud se podobný problém objeví znovu, klient bude lépe vybavený k vyřešení problému bez poradcovy pomoci. Poradce si klade za cíl nejen řešení problémů, ale i jejich předcházení. Nejen radí, ale též učí klienta myslet jasně, a to nejen nad přítomným problémem, nýbrž i budoucími. Filozofický poradce se tedy má snažit učinit klienta nezávislým na jeho pomoci.
Filozofické poradenství může být též užitečné pro profesionální psychoterapeuty. Filozofové mají neobvykle bohatou znalost filozofických pohledů, pročež jsou schopní vidět logické důsledky a skryté předpoklady teorií stojících za jednotlivými přístupy k psychoterapii. Filozofický poradce je tak připraven podpořit zkoumání myšlení, které mohlo psychoterapeutovi způsobit osobní či profesní potíže.

## Je filozofické poradenství pokryté kognitivními přístupy v psychologii?
Lze připustit, že kognitivní přístupy k psychoterapii jako je kognitivní terapie, racionálně emotivní terapie chování, logoterapie a existenciální terapie na první pohled pokrývají činnost, kterou nabízí filozofické poradenství. Tyto druhy poradenství jsou založeny na filozofickém zkoumání klientova uvažování. Tyto přístupy však byly vyvinuty v padesátých letech dvacátého století, kdy se o tento druh poradenství nikdo kromě psychologů nezajímal. Dnes se objevuje rostoucí počet profesionálně trénovaných filozofů, kteří pracují s jedinci i mimo tradiční akademické prostředí; filozofů, kteří jsou pokročilí v aktivním naslouchání, v dělení velkých množství informace v duševně zvládnutelné kousky a následném seskládání zpět, a v rozpoznání nesouladů, logických rozporů a jiných potíží ve způsobů myšlení jedince.
Aby se filozof mohl stát filozofickým poradcem, musí získat alespoň magisterský titul filozofie. Nadcházející filozofický poradce často zaměří svoje studia na praktickou či aplikovanou filozofii. Díky tomu bude mnohem lépe vybaven pro zacházení s typicky filozofickými tématy než terapeut, jenž je vzdělán převážně v psychologii. To mohou být témata jako otázky po smyslu života či otázky po správném a špatném, kterým se učeně též říká existenciální a etická a ve kterých mohou mít psychoterapeuti nedostatečné či zcela chybějící vzdělání.
Mnoho filozofických poradců se zdráhá nazývat filozofické poradenství terapie. Filozofický poradce totiž na rozdíl od psychoterapeuta nediagnostikuje klienta podle normativních představ o normalitě, duševním zdraví, soběporozumění nebo psychické pohodě; na rozdíl od systémů DSM-IV nebo ICD-10. Ani nenabízí pasivní léčbu, kterou klient jednoduše podstoupí. Ve filozofickém setkání je podobně jako v mnohých moderních proudech psychoterapie klient aktivní účastník. Přesto může mí filozofické poradenství léčebný účinek. Podle Wittgensteina měla mít filozofie praktické uplatnění v ,rozvázání uzlů na našem myšlení,' kteréžto uzly též nazýval ,intelektuální nemoc.' Filozofické metody sloužící k rozuzlení nazýval ,terapie.'
- The International Society for Philosophical Practice
- The Philosophical Practice and Counseling Website Archivováno 21. 3. 2014 na Wayback Machine.
- Shlomit C. Schuster Philosophy Practice: An Alternative to Counseling and Psychotherapy Archivováno 4. 3. 2014 na Wayback Machine., Westport, Conn.: Praeger Publishers, 1999.
- Moudroplavba

## Nebezpečí omezenosti myšlení a manipulace
Při zkoumání myšlenek někteří filozofičtí poradci upřednostňují myšlení jednoho filozofa či filozofického systému; většina se však takto neomezuje. Jádrem filozofického poradenství je zaměřenost na klienta a otevřenost, která se nepokouší vmanipulovat klienta do uvěření, že nějaká konkrétní filozofie ztělesňuje neměnnou pravdu samu.